# カントリーコード
- ISO 3166-1などによって規定された、国または地域に付けられる国名コード。
- 自然公園などを訪問する者が守るべきルールやマナーを明文化したもの。本項で説明。

カントリーコード(The Country Code)とは、もともとは、イギリスにおいて1930年代頃から制定され始めた、田園地帯を訪問する人間が守るべきルール・マナーをまとめたものを指す。
さまざまな団体によって種々のものが作成されている。
その中でも最も良く知られているのは、イギリスのカントリーサイドコミッション（en:Countryside Commission）が1981年に発表した12か条である。
- カントリーサイドを楽しみ、住んでいる人の生活と仕事に敬意を払う。
- どんな小さな火の元にも注意する。
- 牧場の門(ゲート)は開けたら必ず閉める。
- 連れて来た犬はきちんと管理する。
- 農地を通る時は農道を歩く。
- 牧場の柵、生け垣、壁を乗り越えたりせず、ゲートや踏み越し段（en:stile）を通る。
- 家畜、作物、農具に手を触れない。
- ごみは持ち帰る。
- 水を汚さずきれいに。
- 野生動物、植物、木を守る。
- 田舎道は気をつけて歩く。
- 不必要な騒音を立てない。

2004年には、社会情勢などの変化を反映した改訂版であるカントリーサイドコードが発表されている。
- 安全第一 - 前もって計画を立て、標識には必ず従う。
- すべてのゲートは、必ず元の状態にしておく。(開けたものは閉める、閉めたものは開ける)
- 動植物を守り、ごみは持ち帰る。
- 連れて来た犬はきちんと管理する。
- 他の人のことを思いやる。

## 日本のカントリーコード
経過
- 1998年3月、「富士山カントリーコード」制定。
- 1999年8月、「小笠原カントリーコード」制定。
- 2000年4月、「南アルプスカントリーコード」制定。
- 2000年9月、「秩父多摩甲斐国立公園カントリーコード」制定。
- 2001年10月、「屋久島カントリーコード」制定。